# 콜롬비아 야구 국가대표팀
콜롬비아 야구 국가대표팀은 국제 경기에 콜롬비아를 대표하여 참가하는 야구 국가대표팀이다.

## 역대 대회 성적

### 월드 베이스볼 클래식성적
- 2006년 - 불참
- 2009년 - 불참
- 2013년 - 예선 탈락
- 2017년 - 11위
- 2023년 - 18위
- 2026년 - 본선 진출

### 팬아메리칸 게임성적
- 2023년 :  1위